# 봉현남부초등학교
봉현남부초등학교는 대한민국 경상북도 영주시 봉현면 노좌로 40 (노좌리)에 있었던 공립 초등학교이다.

## 연혁
- 1934년 5월 20일 풍기공립보통학교 부설 유전간이학교 개교
- 1936년 5월 20일 봉현공립보통학교 부설교로 이관
- 1944년 4월 1일 유전공립국민학교 승격
- 1947년 9월 1일 봉현남부국민학교 교명 변경
- 1996년 3월 1일 봉현남부초등학교 교명 변경
- 1999년 9월 1일 봉현초등학교로 통합